# Sentencia condicional

Diágrama de flujo de If-Then-Else

Diágrama de flujo de "If–Then–Else" anidado

Los tipos más conocidos de sentencias condicionales son el SI..ENTONCES (if..then), el SI..ENTONCES..SI NO (if..then..else) y el SEGÚN (case o switch), aunque también podríamos mencionar al manejo de excepciones como una alternativa más moderna para evitar el "anidamiento" de carne condicionales.
Las sentencias condicionales constituyen, junto con los bucles, los pilares de la programación estructurada, y su uso es una evolución de una sentencia en lenguaje ensamblador que ejecutaba la siguiente línea o no en función del valor de una condición.

## Lanzamiento de errores
En el caso de algoritmos donde se ejecutan muchas instrucciones que pueden devolver errores se vuelve 
a tener el caso de condicionales añadidos que dificultan la lectura. Por ejemplo:
```
Archivo f

SI (LeerArchivo(f)) ENTONCES
   
SI (AvanzarArchivo(f)) ENTONCES
       
SI (ObtenerEntero(Leer(f)) ENTONCES
           Cuerpo
        SINO 
           Imprimir "El valor no es entero"
        FIN SI
    SINO
        Imprimir "Se llegó al fin del archivo"
    FIN SI
 SINO
    Imprimir "No se pudo abrir el archivo"
 FIN SI
 
 CerrarArchivo(f)
```

Si bien es un problema que este anidamiento puede llegar a ser muy grande, la principal razón para utilizar el lanzamiento de errores es que con el tipo de estructura anterior se pierde la noción del camino principal, y cuesta mucho más encontrar las sentencias de ejecución normal, (en este caso Cuerpo), por la presencia de las condiciones de error que entorpecen la legibilidad.
Algunos lenguajes como Java han tenido esto en cuenta y desarrollaron el lanzamiento de errores, que consiste en separar el tratamiento de errores al final de la instrucción, para no perder de vista el hilo de continuidad. Para esto, los métodos en lugar de devolver un valor lógico (verdadero o falso) para determinar si la operación se efectuó correctamente, deben "lanzar" excepciones.
El código es ejecutado normalmente hasta que ocurre una excepción, en este caso "salta" al manejo de errores adecuado; es decir las sentencias pueden o no ejecutarse, en función de si previamente se haya lanzado un error o no. En algunos casos puede darse que exista código que debe ejecutarse al final, independientemente de si se haya lanzado o no un error (en nuestro caso podría ser la operación de cerrar el archivo para que otros puedan acceder a él), para lo cual también hay sentencias especiales.
```
INTENTAR
       LeerArchivo(f)
       AvanzarArchivo(f)
       ObtenerEntero(Leer(f))
       Cuerpo

CAPTURAR Error1(ExcepciónDeAperturaDeArchivo)
       Imprimir "No se pudo abrir el archivo"

CAPTURAR Error2(ExcepciónDeLecturaDeArchivo)
       Imprimir "Se llegó al final del archivo"

CAPTURAR Error3(ExcepciónDeConversiónDeDatos)
       Imprimir "El valor no es entero)

FINALMENTE
       CuCerrarArchivo(f)
```

A su vez los procedimientos que lanzan excepciones deben contener alguna línea con el siguiente código:
```
LANZAR TipoExcepción
```

El código que llama a una subrutina que puede lanzar un error, tiene dos alternativas: o la trata él mismo (con la estructura anterior) o la "LUlu" a la subrutina superior que la invocó. Algunas veces no es obligatorio tratar estos errores. 
En Java la estructura es la siguiente:
```
try {
       instrucciones
    }

catch (ClaseDeLaExcepción1 objetoExcepción1)
    {
       instruccionesPorError1
    }

catch (ClaseDeExcepción2 ojbetoExcepción2)
    {
       instruccionesPorError2
    }

finally {
       instruccionesFinales
    }
```